# Rocky Siberie
Richmar Simon Sabino „Rocky” Siberie (ur. 24 marca 1982 w Willemstad) – piłkarz z Curaçao pochodzenia holenderskiego występujący na pozycji napastnika.

## Kariera klubowa
Siberie urodził się w mieście Willemstad na Antylach Holenderskich i swoją karierę piłkarską rozpoczynał w klubie CRKSV Jong Colombia, później grał jeszcze w amatorskich ekipach Vruminga i Muskita. W młodym wieku wyjechał do Holandii, podpisując umowę z drużyną Sc Heerenveen, w której barwach nie zdołał jednak zadebiutować w Eredivisie. Po roku spędzonym w pierwszym zespole odszedł do drugoligowego SC Cambuur, gdzie spędził kolejne kilka miesięcy, lecz nie awansował z nim do najwyższej klasy rozgrywkowej. W 2004 roku został zawodnikiem niemieckiego trzecioligowca FC St. Pauli, w którym występował przez sezon, po czym przeszedł do słoweńskiego NK Maribor, którego barwy reprezentował w rundzie jesiennej sezonu 2005/2006.
Wiosną 2006 Siberie powrócił do Niemiec, zostając graczem trzecioligowego Wuppertaler SV Borussia. Po roku podpisał umowę z Valletta FC, zostając pierwszym piłkarzem z Antyli Holenderskich w lidze maltańskiej. W swoim debiucie w Maltese Premier League – 3 lutego 2007 w wygranym 6:1 spotkaniu z Marsa – zdobył cztery bramki, a podczas całej rundy zdołał ich zdobyć siedem. W połowie tego samego roku przeszedł do niemieckiego czwartoligowca SV Straelen, z którym po rozgrywkach 2007/2008 spadł do niższej klasy rozgrywkowej. Później przez rok grał w drugiej lidze holenderskiej jako zawodnik FC Dordrecht i w czwartej jako piłkarz Herculesa Utrecht.
Latem 2010 roku Siberie został graczem ASD Pro Settimo & Eureka z szóstej ligi włoskiej.

## Kariera reprezentacyjna
W seniorskiej reprezentacji Antyli Holenderskich Siberie zadebiutował 18 lutego 2004 w przegranym 0:2 meczu z Antiguą i Barbudą w ramach eliminacji do Mistrzostw Świata 2006. 31 marca, w wygranym 3:0 rewanżu z tym samym przeciwnikiem, strzelił pierwszego gola w kadrze narodowej, jednak jego drużyna nie awansowała ostatecznie na mundial. Z takim samym skutkiem zakończyły się dla Antyli Holenderskich eliminacje do Mistrzostw Świata 2010, podczas których Siberie rozegrał dwa mecze.
W reprezentacji Curaçao, spadkobiercy rozwiązanej kadry Antyli Holenderskich, Siberie zadebiutował za to 2 września 2011 w przegranej 2:5 konfrontacji z Antiguą i Barbudą, wchodzącej w skład eliminacji do Mistrzostw Świata 2014 i w tym samym meczu zdobył premierową bramkę dla Curaçao. Podczas tych kwalifikacji wpisywał się na listę strzelców jeszcze pięciokrotnie – w spotkaniach z Haiti (2:2), dwukrotnie z Wyspami Dziewiczymi Stanów Zjednoczonych (3:0) i rewanżu z tym samym rywalem (6:1). Jego kadra ponownie nie zdołała awansować na światowy czempionat.